# Trinitatiskerk
De Trinitatiskerk (Deens: Trinitatis Kirke) bevindt zich in het centrum van de Deense hoofdstad Kopenhagen. Het kerkgebouw maakt deel uit van het 17e-eeuwse Trinitatiscomplex, waarvan ook de Ronde Toren en de universiteitsbibliotheek deel uitmaken. Het kerkgebouw werd in de tijd van koning Cristiaan IV gebouwd voor de studenten van de Universiteit van Kopenhagen. De kerk is gelegen op de hoek van de Landemærket en Købmagergade. Het interieur van de kerk werd tijdens de stadsbrand van 1728 aanzienlijk beschadigd, maar werd in 1731 hersteld.

## Geschiedenis

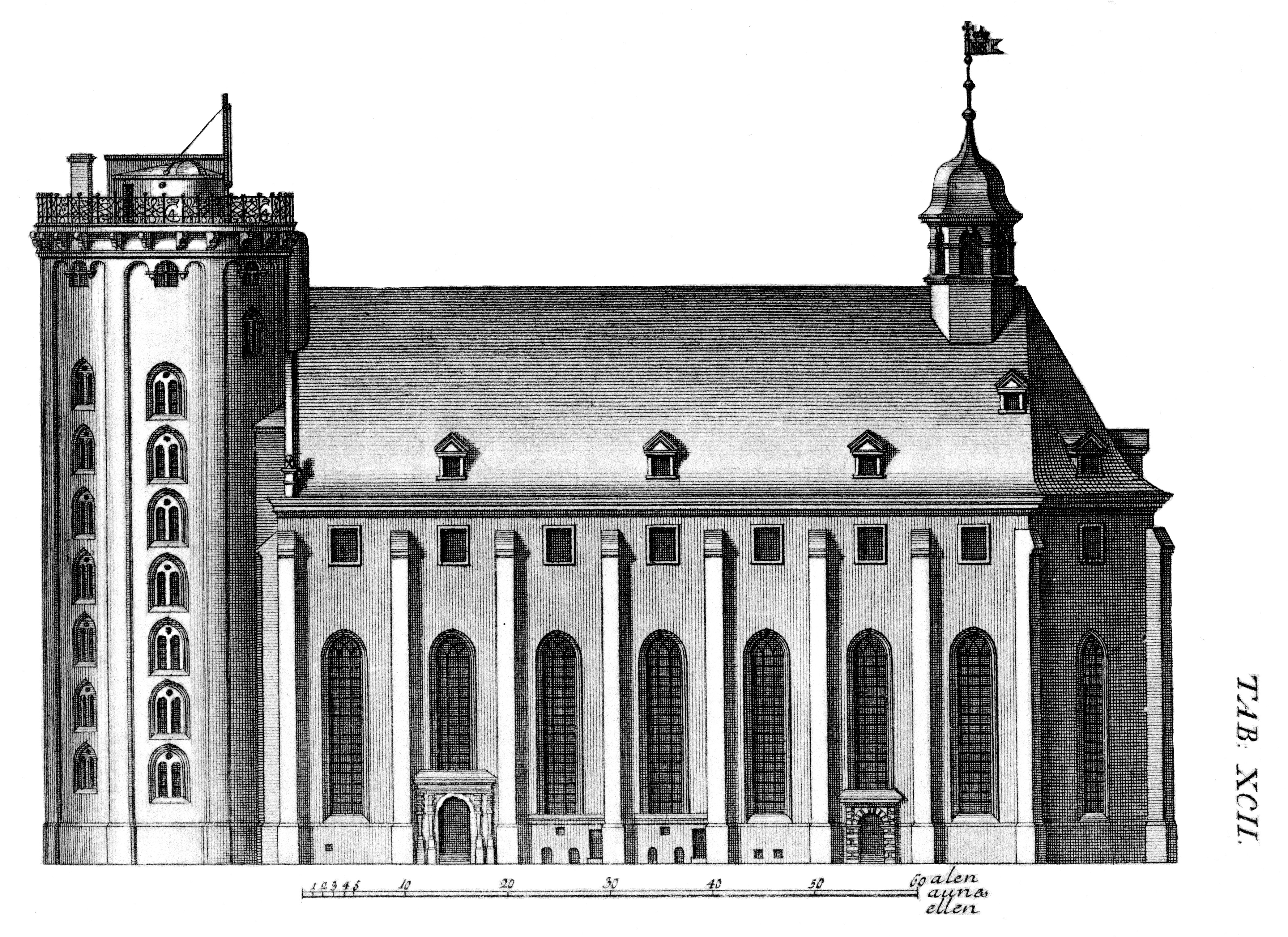
Tekening van de kerk uit 1748

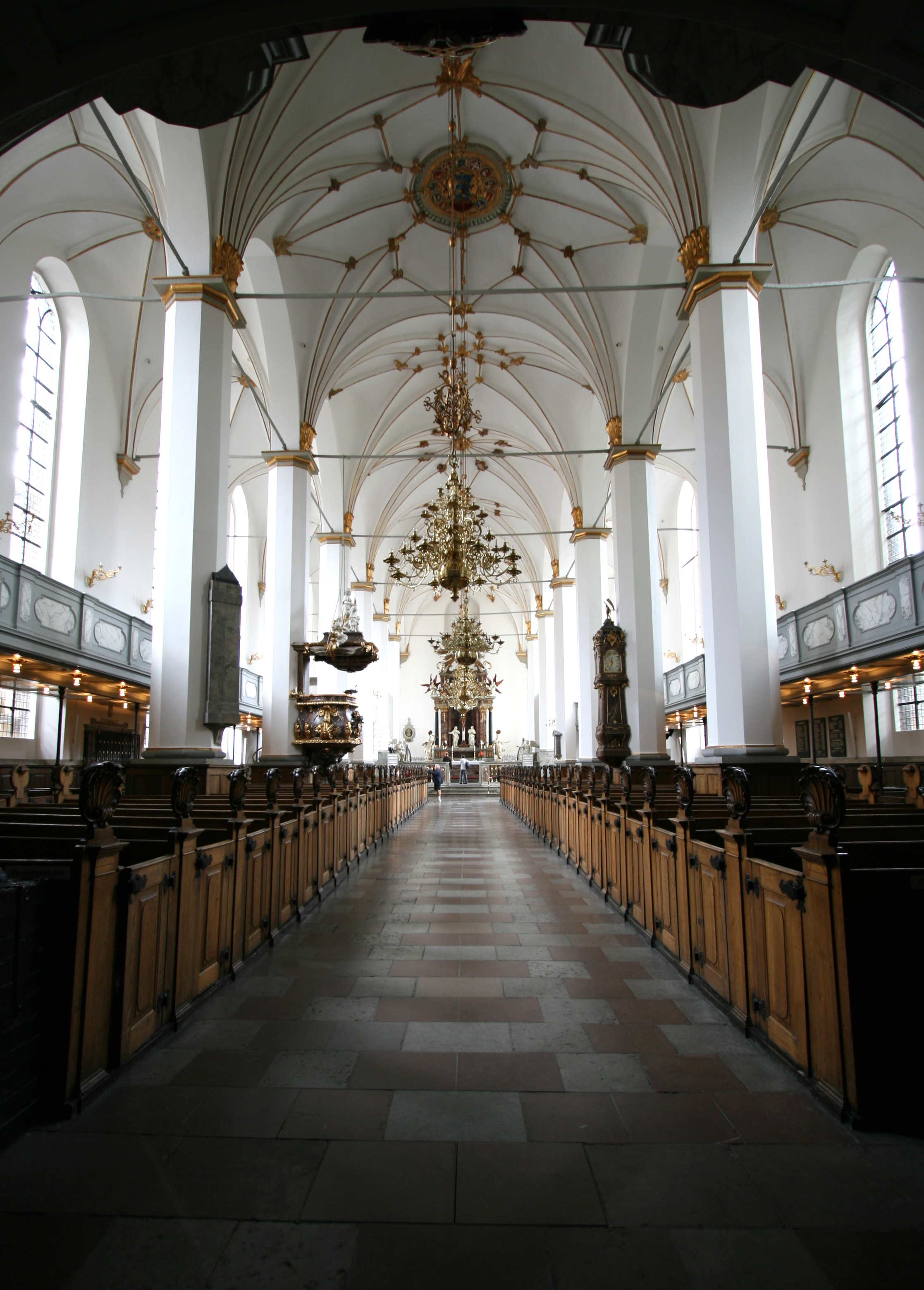
Interieur

De eerste steen voor de kerk werd gelegd op 7 juli 1637. De kerk, die in 1656 werd ingewijd, was toen de op een na grootste kerk van Kopenhagen. Alleen de Onze-Lieve-Vrouwekerk was groter. Omdat de kerk voor de universiteit werd gebouwd, lijken de afmetingen groot, maar de ruimte voor de universiteitsbibliotheek boven het kerkschip vereiste deze afmetingen. Drie architecten werkten aan de bouw: Hans van Steenwinckel de Jonge, Leonhard Blasius en Albertus Mathiesen.
Vergeleken met andere stadskerken werd de kerk tijdens de brand van 1728 niet zwaar getroffen. De dakconstructie vatte vlam. Een spits stortte neer in de bibliotheek en veroorzaakte een gat in enkele bogen van de kerk, maar de muren en de gewelven weerstonden de brand. De herstelwerkzaamheden veranderden niet veel aan het aanzien van de kerk. Al het houten kerkmeubilair werd vervangen. Er kwamen een nieuw altaar en een nieuwe preekstoel van Friederich Ehbisch (1731) en een grote klok in barokstijl (1757), terwijl de vloer belegd werd met tegels uit Öland. De reconstructie vond plaats in de stijl van de noordelijke barokarchitectuur. Op 7 oktober 1731 werd de kerk opnieuw ingewijd.
In 1807 werd het complex getroffen door Britse bombardementen van de Slag bij Kopenhagen. De bibliotheek werd viermaal getroffen, maar de kerk bleef van verwoestingen verschoond. Dankzij de kerkvoogd Tvermoes bleef de schade tot een minimum beperkt. Voor de viering van het 300-jarig jubileum van de reformatie werden in 1817 nieuwe veranderingen aan de kerk gepland. De oude portalen werden naar een ontwerp van Peder Malling vervangen door nieuwe. Tevens werd de reeds jaren gesloten oostelijke ingang heropend.
Dankzij een legaat van Christopher Hauschildt werd in de jaren 1834-1835 een renovatie uitgevoerd door Gustav Friedrich Hetsch. Het meeste werk vond plaats in het interieur, met inbegrip van de sacristie aan de zuidelijke kant van het koor. Het dak werd gerenoveerd in de jaren 1848-1849 zonder veranderingen aan het uiterlijk.
In 1861 werd de bibliotheek van de kerkzolder verplaatst naar de nieuwbouw van Johan Daniel Herholdt in Fiolstræde. In verband met de overdracht van de kerk door de universiteit aan de gemeente, werd in de jaren 1869-1871 een nieuwe renovatie uitgevoerd volgens de plannen van Niels Sigfred Nebelong. De sacristie op de zuidkant van het koor werd weggebroken en vervangen door een nieuwe bij de oostelijke gevel.

## Beschrijving
De oorspronkelijke kerk bestond uit een hoog en lang gebouw van baksteen zonder veel versiering. Het metselwerk werd gelegd in een kruisend patroon van gele en rode strepen, waarvan door de vervuilende aanslag van meer dan een eeuw niet veel te zien is. Het huidige aanzien van de kerk dateert van de renovatie in 1870. Het overwelfde interieur is wit geschilderd. Het bestaat uit een kerkschip met twee zijschepen en een koor met een driezijdige afsluiting. Oorspronkelijk was het dak bedekt met leisteen. Boven het koor bevindt zich een dakruiter, waar de klokken hangen. De Ronde Toren vormt de westelijke afsluiting van de kerk. Waar ooit de bibliotheek was gevestigd is nu een ruimte voor tentoonstellingen en klassieke concerten. Het orgel van Marcussen & Søn dateert uit 1956.

## Kerkhof
Bij de kerk werd een kerkhof aangelegd, maar na de brand van 1795 werd een brandverzekering verplicht gesteld, waarvan de premie zwaar op het budget drukte. Voorgesteld werd om winkels op de grond van de kerk te bouwen en om uit de verhuur de inkomsten te vergroten. Het kerkbestuur besloot winkels op het terrein van de kerk te bouwen om te verhuren. In 1798 begon de bouw. Het grootste deel van het noordelijke kerkhof werd hierbij betrokken en de winkels werden gebouwd langs de Købmagergade vanaf de ronde toren en verder naar en op de Landemærket.

## Afbeeldingen

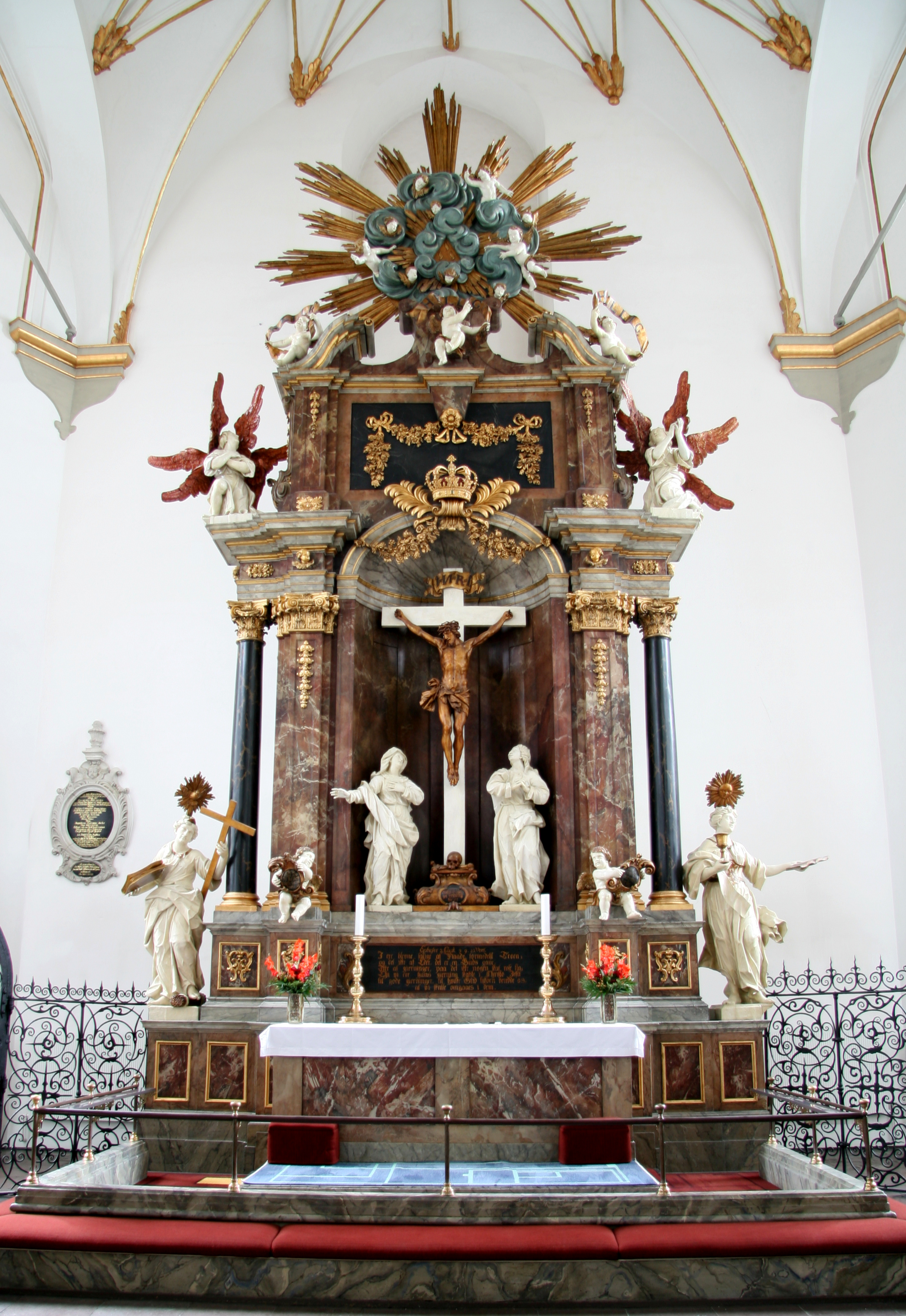
Altaar (1731)
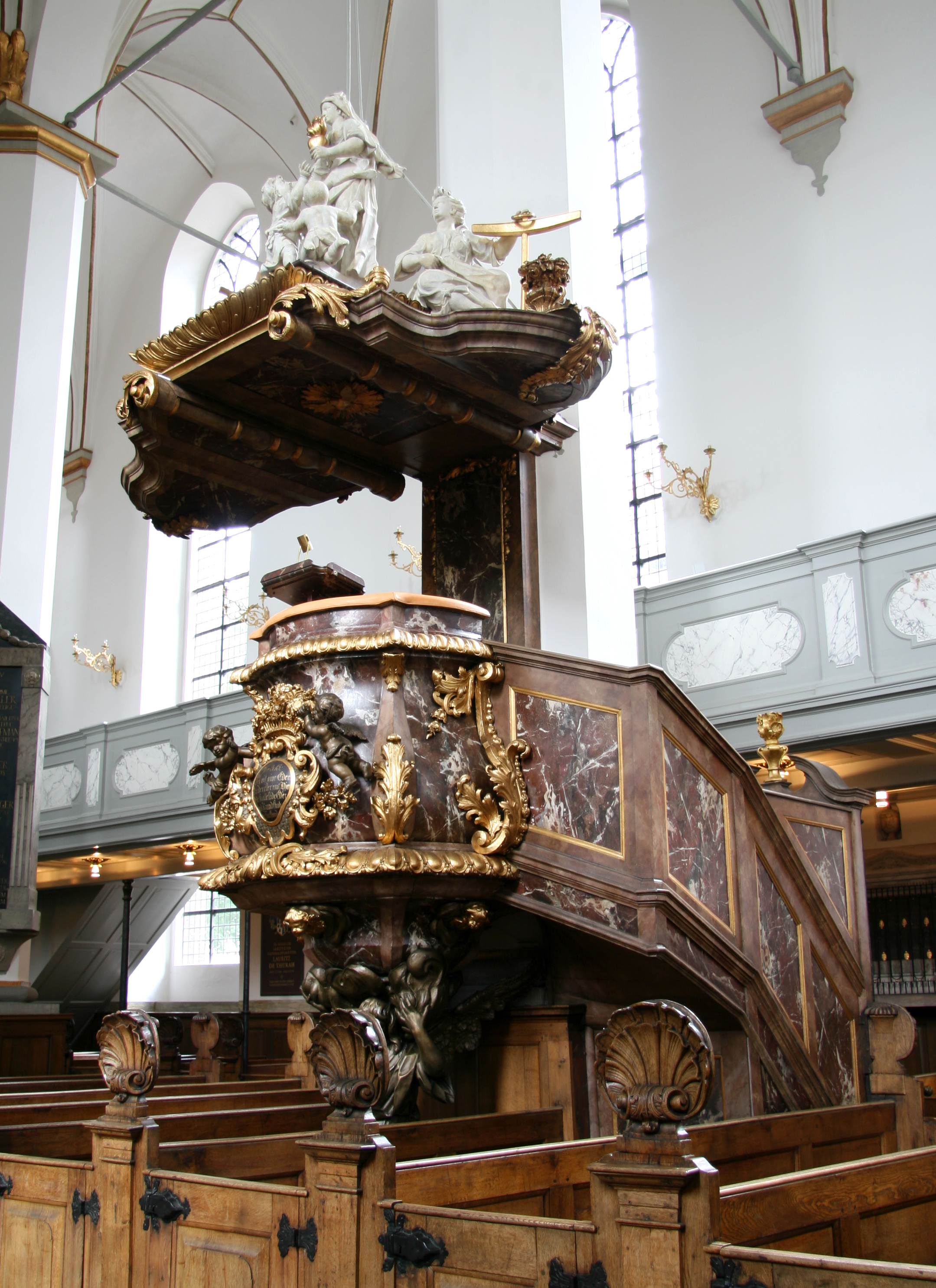
Preekstoel
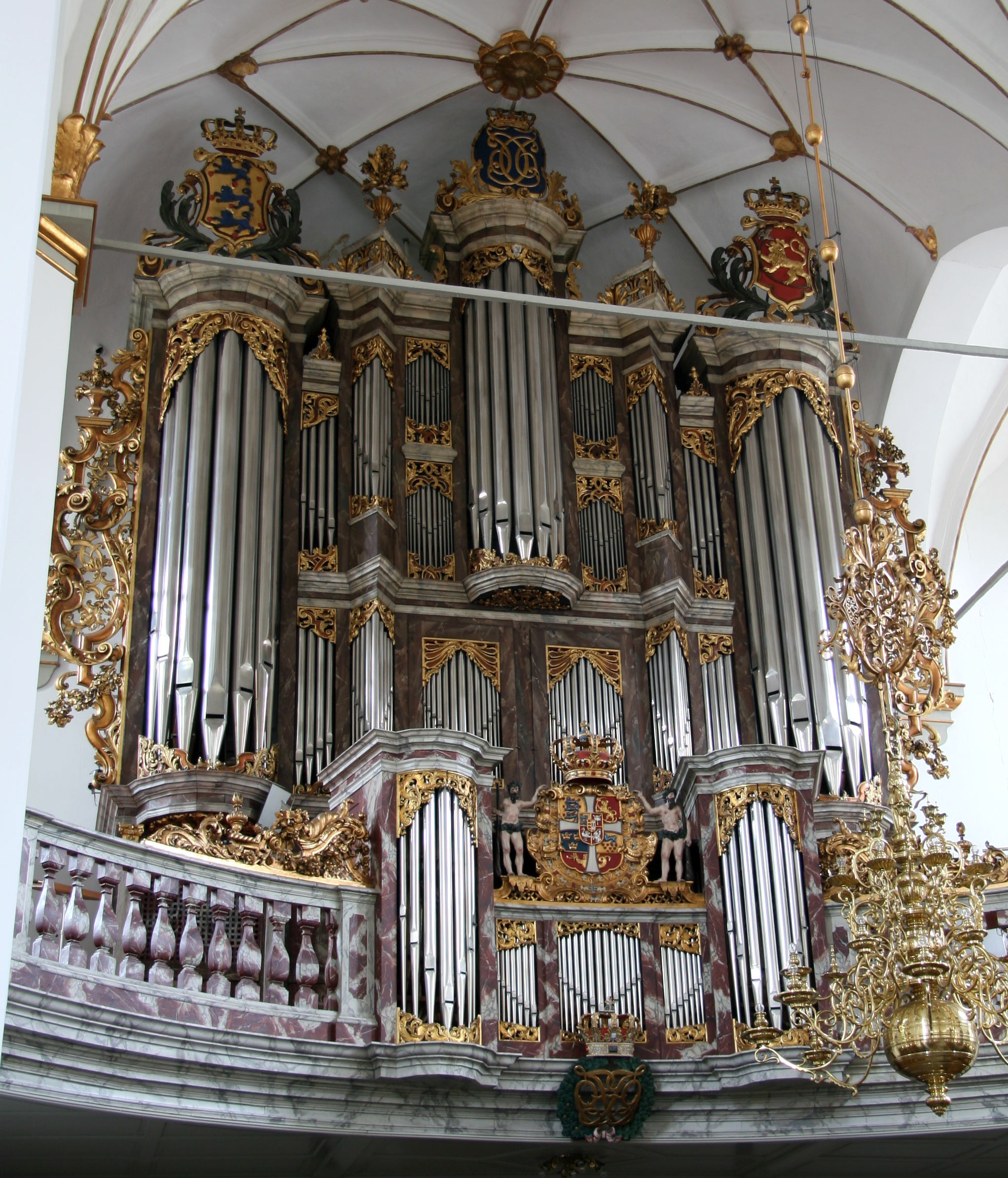
Hoofdorgel
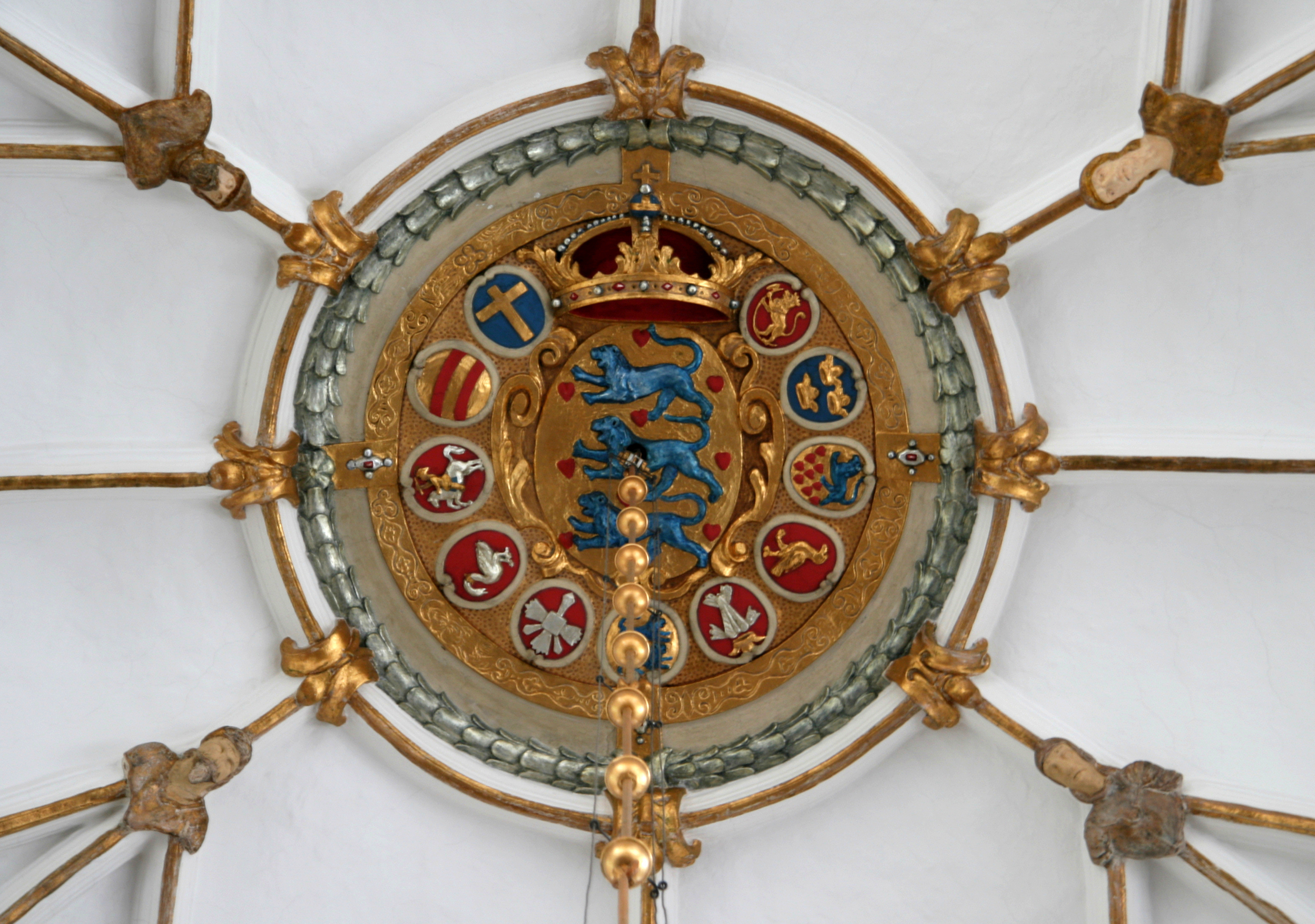
Gewelfdecoratie
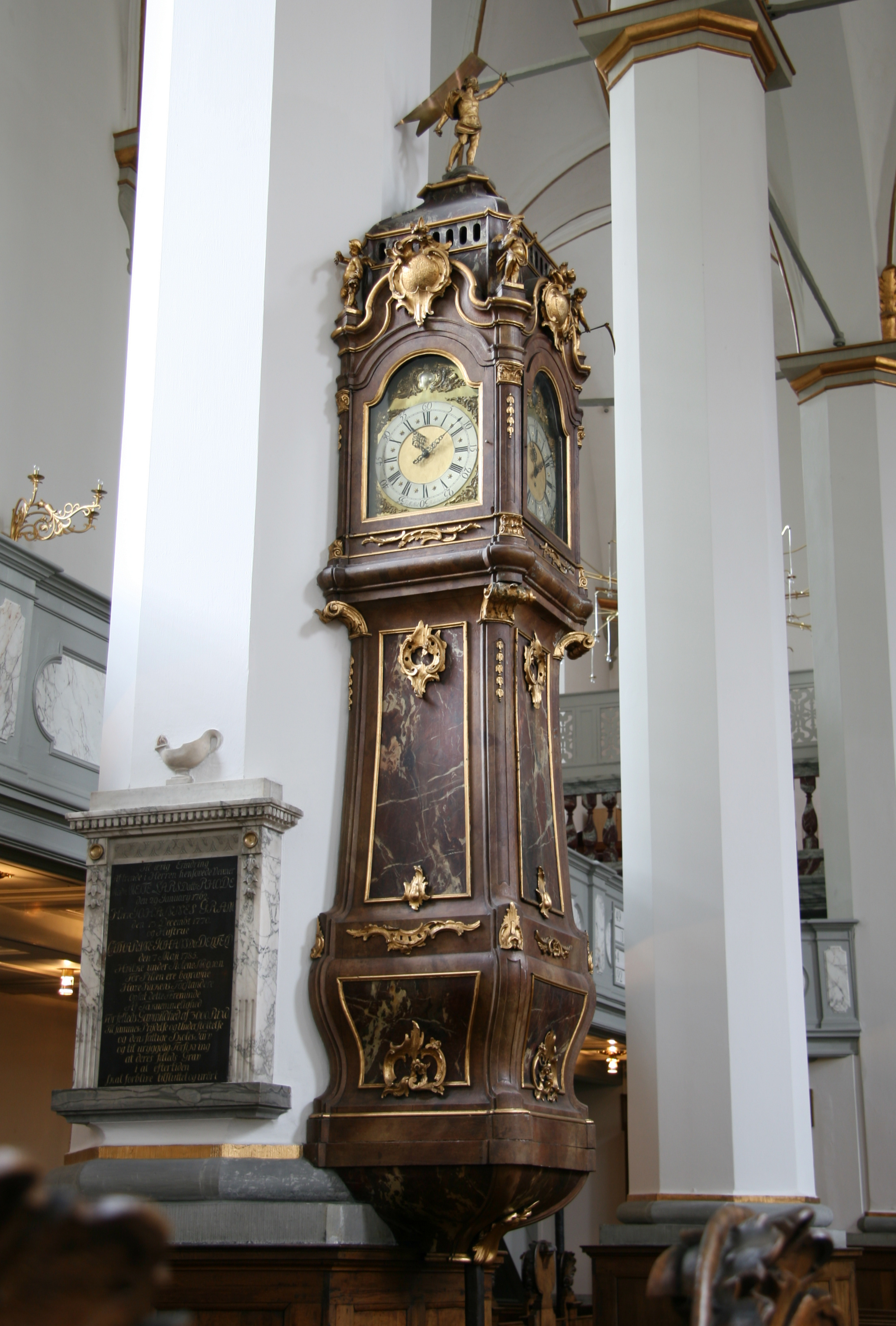
Klok